# Barrio de Corona
Barrio de Corona är en ort i kommunen Temascalcingo i delstaten Mexiko i Mexiko. Samhället hade 453 invånare vid folkräkningen 2020.